# Кужељ (презиме)
Кужељ је српско презиме, које се данас среће у Црној Гори, Србији, Хрватској и Херцеговини. Такође има и Кужеља Хрвата. Слична презимена код Срба су Шешељ, Микијељ, Кужет, Кужат, Кузељ и сл.

## Порекло
Етимологија презимена је изведена из речи Кужељ, што у Српском језику означава мерну јединицу за количину прућа од лана или индијске конопље. Такође означава и семе неке биљке или воду која је под притиском почела да се креће у висину. Презиме Кужељ код Срба се углавном може пронаћи у Херцеговини или у Грбаљ у село Врановићи.